# Baptisterium (Pisa)

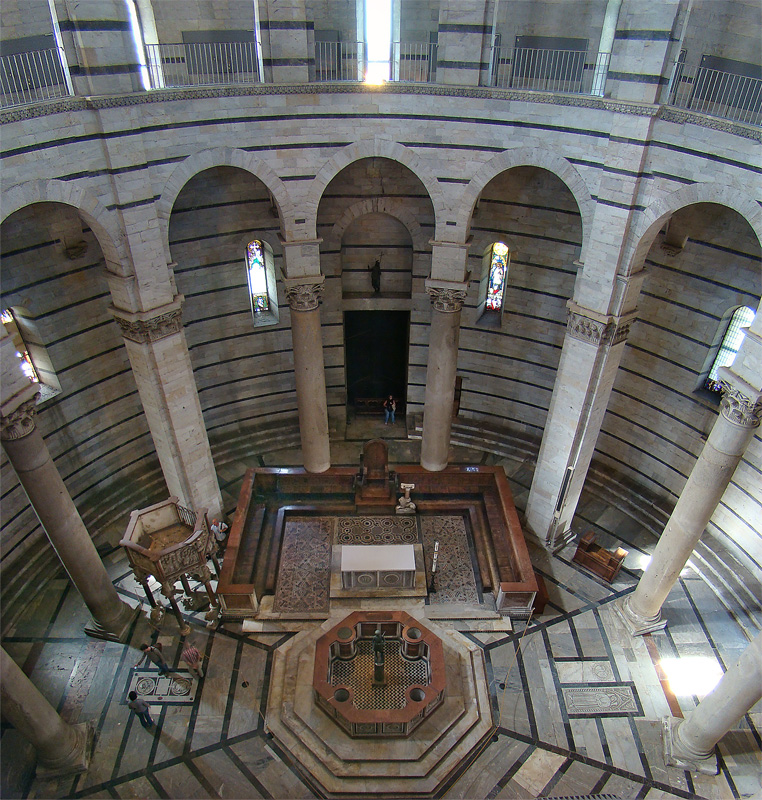
Interieur

Het Baptisterium of (in het Italiaans) Battistero is een doopkapel op het Piazza dei Miracoli in Pisa. Het staat tegenover het westelijke einde van de Dom en is gewijd aan Johannes de Doper. 
Aan het ronde gebouw werd in het midden van de 12e eeuw begonnen: 1153 Mense August fundata fuit haec ("In de maand augustus 1153 is dit gebouw gesticht"). Het werd gebouwd in de romaanse stijl door een architect die we kennen als Diotisalvi, maar het werd niet afgemaakt tot in de 14e eeuw, toen de loggia, de bovenverdieping en de koepel in Gotische stijl werden toegevoegd door Nicola en Giovanni Pisano. Met een omtrek van 107,25 meter en een hoogte van 54,86 meter is het de grootste doopkapel in Italië.
Het portaal, tegenover de façade van de Dom, wordt geflankeerd door twee klassieke zuilen, en de binnenste deurstijl is in Byzantijnse stijl gemaakt. De bovenstijl bestaat uit twee delen: de lagere verbeeldt verschillende episodes uit het leven van Johannes de Doper, de bovenste laat Christus zien tussen de Madonna en Johannes de Doper, geflankeerd door engelen en de evangelisten.
De grootte van het interieur is overweldigend, maar verrassend eenvoudig nagenoeg zonder decoratie. Het heeft een opvallende akoestiek.
De achthoekige doopvont in het midden dateert van 1246 en is gemaakt door Guido Bigarelli da Como. Het bronzen beeld van Johannes de Doper in het midden van het vont is van Italo Griselli.
De preekstoel werd gebouwd tussen 1255-1260 door Nicola Pisano, de vader van Giovanni Pisano, die de doopvont in de Dom maakte. De scènes op de preekstoel, speciaal de naakte Hercules, tonen Pisano's kwaliteit als beeldhouwer.

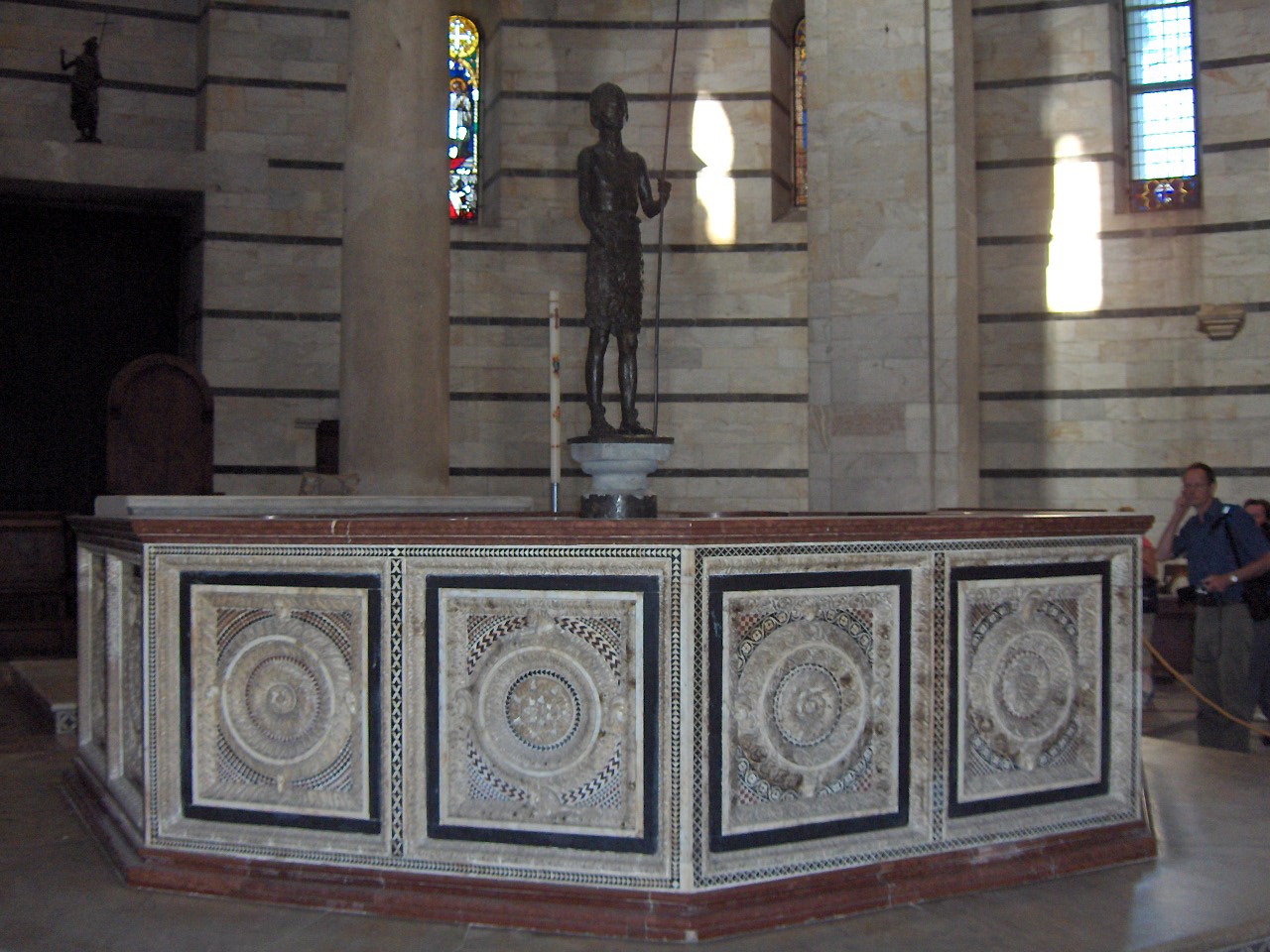
Doopvont door Guido Bigarelli da Como
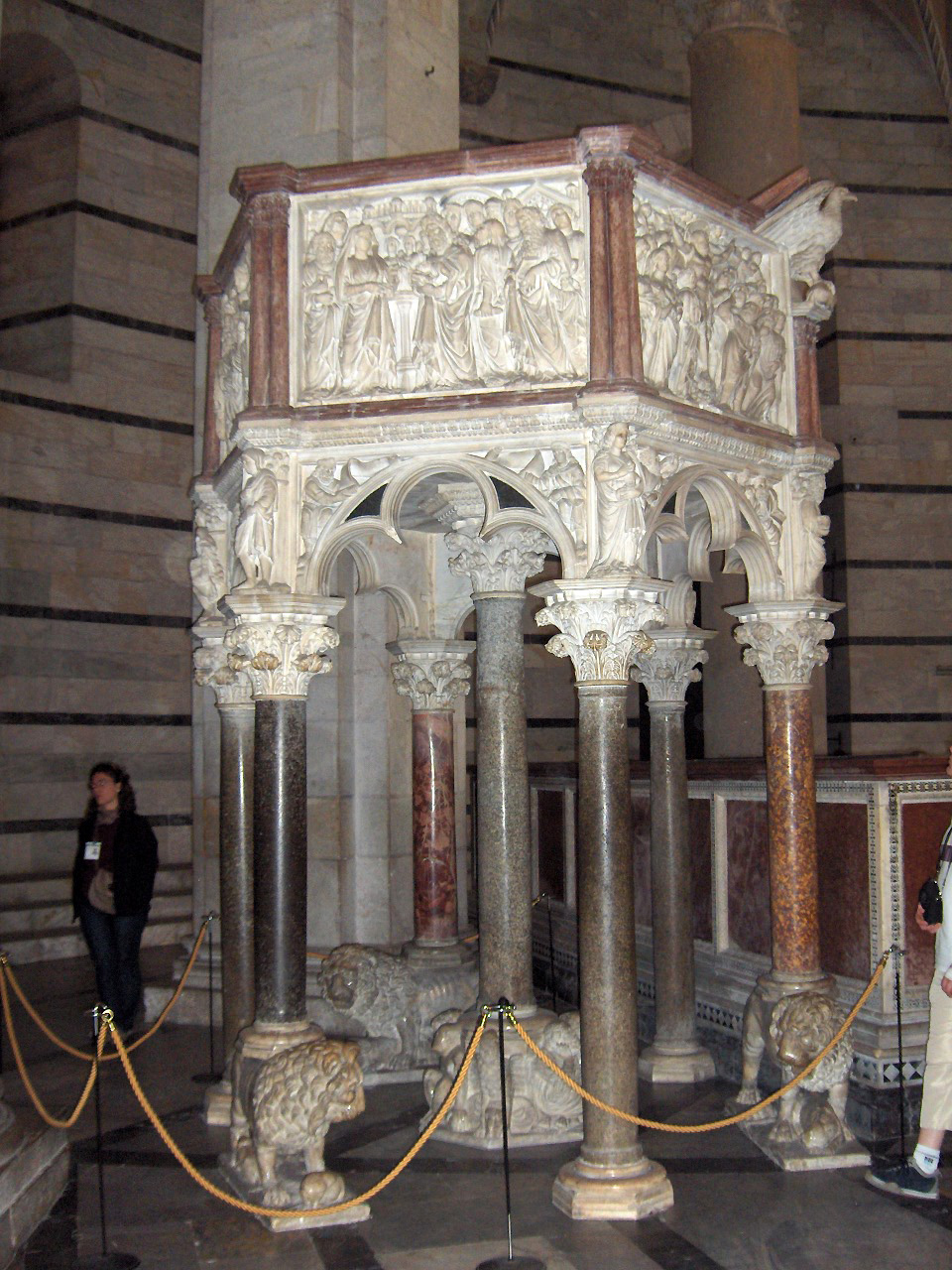
Preekstoel door Nicola Pisano
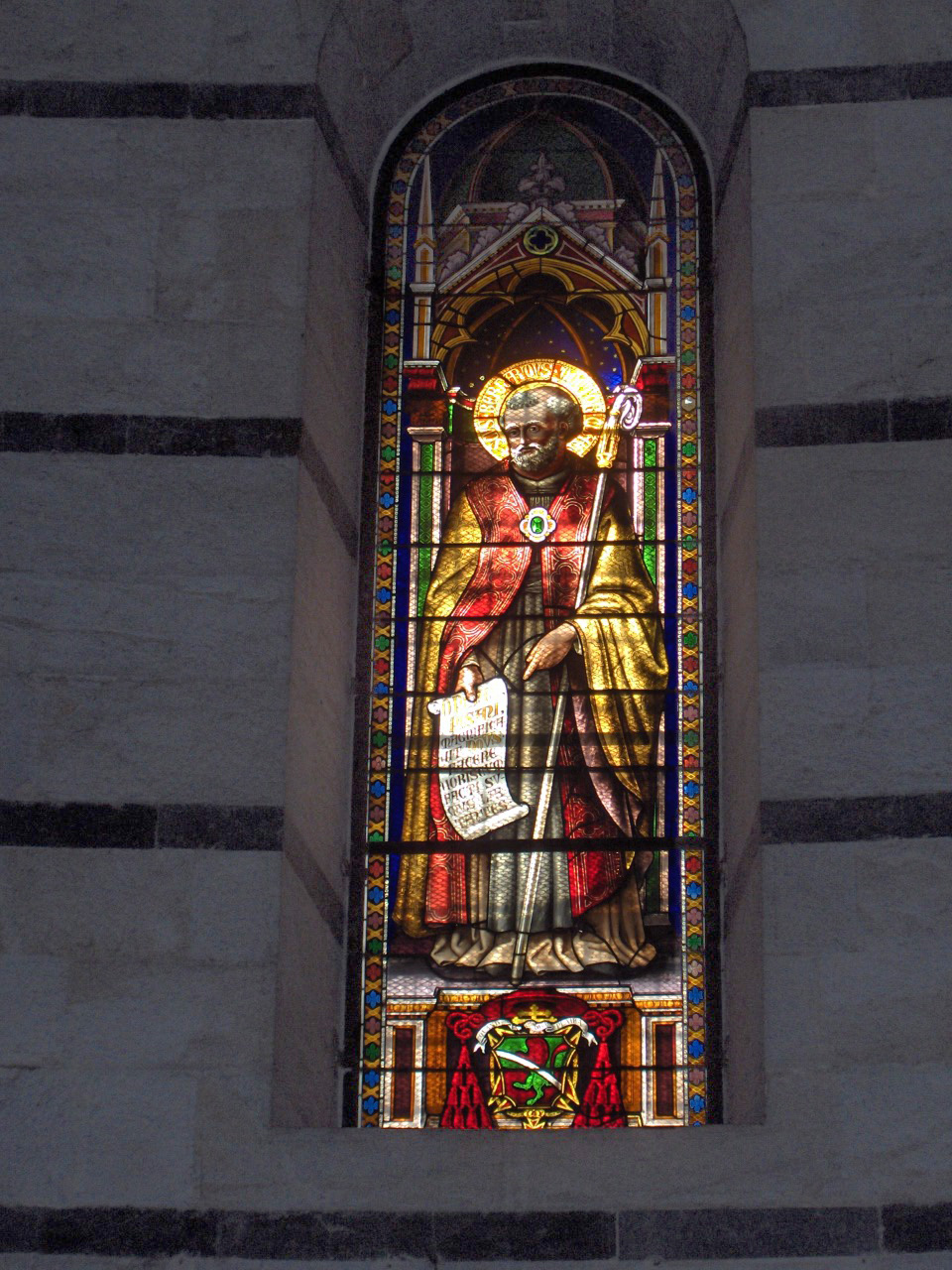
Glas-in-loodraam
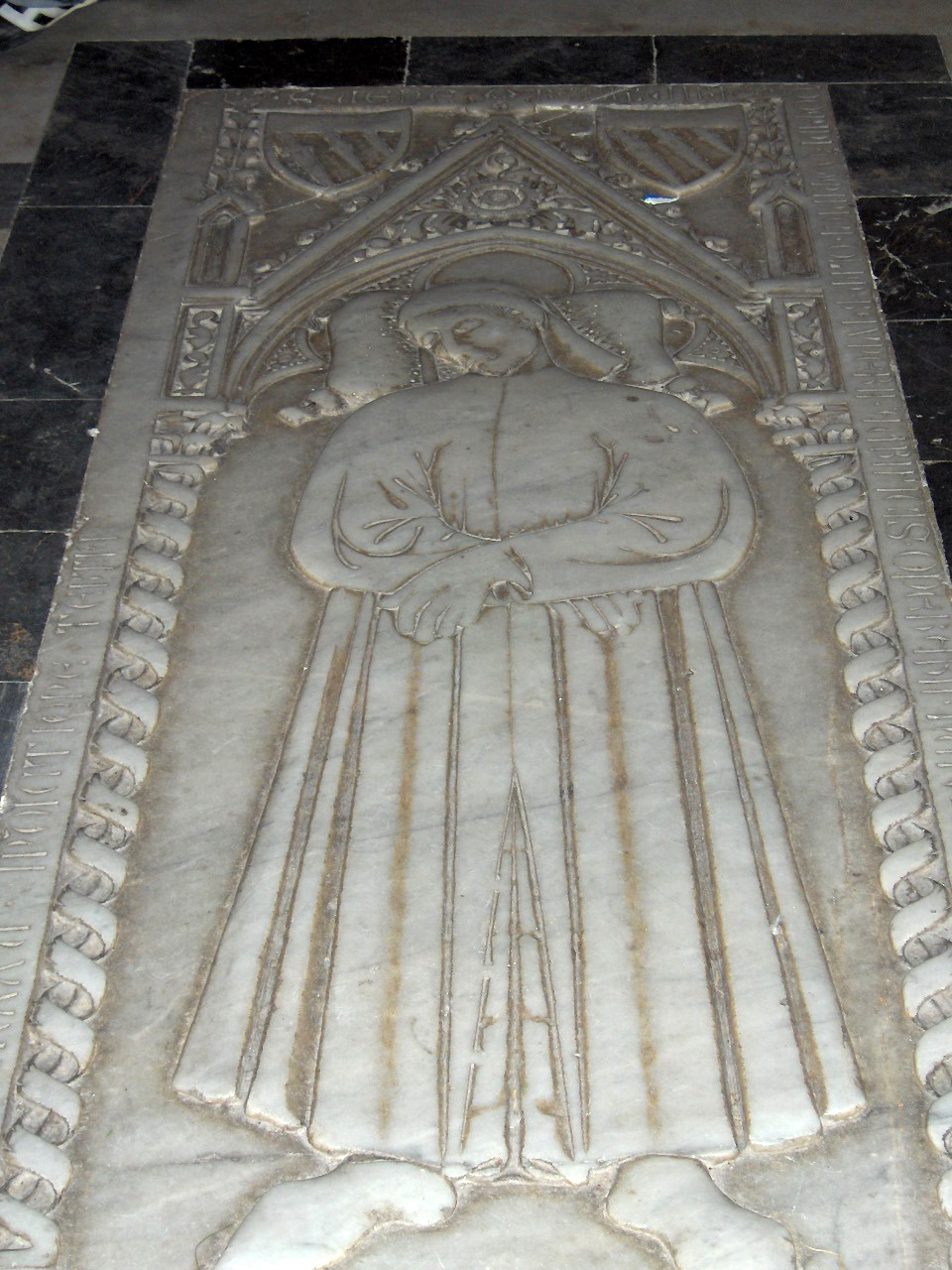
Graf
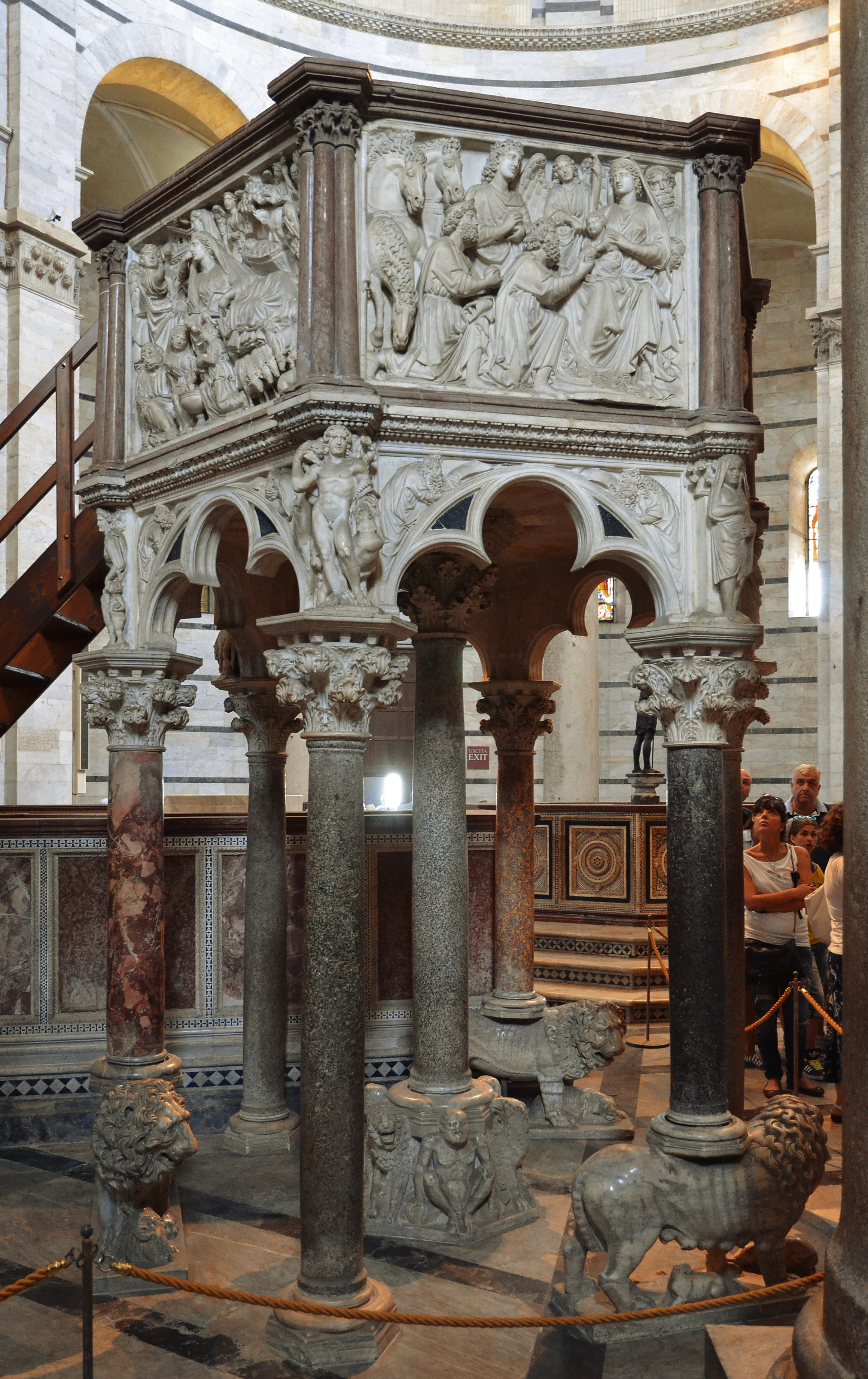
Preekstoel door Nicola Pisano